# Order and Chaos
Order and Chaos est une série de jeux vidéo située dans un univers de fantasy développée et éditée par Gameloft.

## Titres
- 2011 : Order and Chaos Online (iOS, Android, Ouya, Windows)[1]
- 2013 : Heroes of Order and Chaos (iOS, Android)[2],[3]
- 2013 : Order and Chaos Duels (iOS, Android)[4]
- 2015 : Order and Chaos 2: Redemption (iOS, Android, Windows)